# Kanton Cayres
Cayres is een voormalig kanton van het Franse departement Haute-Loire. Het kanton maakte deel uit van het arrondissement Le Puy-en-Velay. Het werd opgeheven door het decreet van 17 februari 2014, met uitwerking op 22 maart 2015.

## Gemeenten
Het kanton Cayres omvatte de volgende gemeenten:
- Alleyras (deels)
- Le Bouchet-Saint-Nicolas
- Cayres (hoofdplaats)
- Costaros
- Ouides
- Saint-Didier-d'Allier
- Saint-Jean-Lachalm
- Séneujols